# كلارك بلانشارد ميليكان
كلارك بلانشارد ميليكان (بالإنجليزية: Clark Blanchard Millikan)‏ (و. 1903 – 1966 م) هو فيزيائي، ومهندس فضاء جوي، ومهندس من الولايات المتحدة الأمريكية .
وكان عضواً في الأكاديمية الوطنية للعلوم .

## التعليم
تعلم في معهد كاليفورنيا للتقنية، وجامعة ييل

## مناصب وهيئات
أدار معهد كاليفورنيا للتقنية.